# Federazione dei Fotografi Europei
La Federazione dei Fotografi Europei (ufficialmente in inglese: Federation of European Professional Photographers), anche nota come FEP (in sigla), è un'organizzazione senza scopo di lucro che riunisce associazioni nazionali di fotografi professionisti nell'area geografica rappresentata dal Consiglio d'Europa e ha organizzazioni membri in circa 29 paesi. La FEP ha ufficialmente sede a Bruxelles. Il Segretariato è a Roma. Come autorità centrale di riferimento per la fotografia nell'Unione europea, rappresenta oltre 50.000 fotografi professionisti in Europa.
La FEP è composta dalle associazioni professionali nazionali dei seguenti paesi: Austria, Bielorussia, Belgio, Repubblica Ceca, Danimarca, Finlandia, Francia, Georgia, Germania, Irlanda, Italia, Norvegia, Paesi Bassi, Portogallo, Russia, Slovacchia, Spagna, Svezia, Ucraina e Regno Unito.

## Scopi principali
La FEP difende i diritti dei fotografi professionisti direttamente e in collaborazione con organizzazioni nazionali e internazionali. Rappresenta gli interessi delle associazioni membri su scala globale per argomenti come istruzione, formazione, standard professionali, diritti degli autori ecc. La FEP coopera nell'organizzazione di eventi nazionali delle associazioni associate e dei congressi internazionali e promuove uno scambio di oratori principali.

## Storia
Il primo incontro della FEP si è svolto durante l'evento Photokina nel 1992. Si è deciso di formare una Federazione non dipendente da associazioni nazionali. Franco Turcati, dell'associazione SIAF-CNA Italia, è stato nominato come suo primo presidente.
Per un paio d'anni l'associazione si è riunita solo come "annessa all'Europa" al WCPP (World Council of Professional Photographers), un'organizzazione globale con sede negli Stati Uniti. Il presidente di WCPP ha partecipato alle riunioni FEP come ospite. Ci sono state discussioni infinite e faticose per decidere se FEP dovesse esistere come organizzazione autonoma. In quegli anni, nuovi membri si unirono alla Federazione, e finalmente la nuova costituzione fu formalmente approvata all'Assemblea Generale tenutasi a Gmunden, in Austria, il 4 aprile 1997, firmata dai membri fondatori (le Associazioni dei fotografi professionisti in Austria, Belgio, Repubblica Ceca, Francia, Germania, Irlanda, Italia, Regno Unito e Jugoslavia). La FEP è stata infine registrata ai sensi della legge belga nel gennaio 1999.
L'obiettivo principale del FEP era di convalidare lo standard delle qualifiche dei fotografi professionisti in tutta Europa. Nel 1998, con l'aiuto del British Institute of Professional Photography (il BIPP), la FEP ha creato una qualifica europea chiamata QEP.
Nel 2011 FEP ha aderito all'UEAPME, la rete europea di artigianato e PMI e il Consiglio Fotografico Internazionale all'ONU.

## Qualifiche Professionali
FEP offre ai fotografi professionisti un sistema di qualifiche che sono riconosciute e accettate in tutta Europa. Queste qualifiche europee note come EP, QEP e MQEP completeranno, ma non sostituiranno alcuna qualifica nazionale per i fotografi professionisti:
- La qualifica di European Photographer (EP) mira a riconoscere la competenza e uno standard professionale per coloro che guadagnano la vita come fotografi professionisti. È progettato per integrare la mancanza di un titolo specifico per sostenere lo status professionale. L'EP è una nuova certificazione di garanzia di qualità di base ora disponibile per la maggior parte dei fotografi professionisti di tutta Europa.
- La qualifica del Fotografo Europeo Qualificato (QEP) mira a riconoscere e premiare l'eccellenza nei Fotografi Professionisti Europei. È progettata per integrare i sistemi di premi nazionali e ha creato una rete europea di quasi 500 esperti certificati che condividono la passione e il talento per la fotografia professionale.
- Il MQEP (Master Qualified European Photographer) è il riconoscimento europeo più illustre per i fotografi eccezionali. Il certificato è riservato ai migliori titolari di QEP. Ad oggi circa 50 fotografi europei hanno ricevuto un master per la loro qualità suprema. Bisogna fare parte di un'associazione membro FEP, per richiedere le qualifiche europee FEP.

## Riconoscimenti FEP

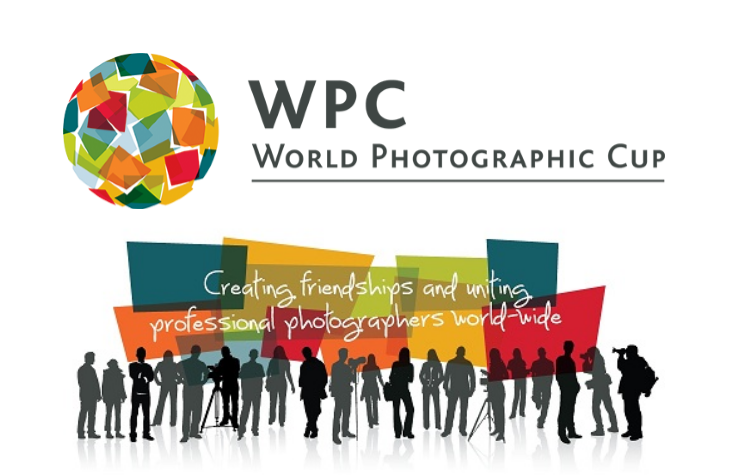
World Photographic Cup

- Dal 2008 è stato lanciato il primo premio FEP per il Fotografo Professionista dell'anno gestito da FEP.
- Dal 2010 - il Photo Book Award
- Dal 2013 - FEP Emerging Talent Award (FETA)
- Dal 2013 - World Photographic Cup (in collaborazione con Professional Photographers of America) - un'organizzazione no-profit fondata come sforzo cooperativo dalla Federazione dei fotografi europei (FEP) e dai fotografi professionisti d'America (PPA). Il suo obiettivo singolare è quello di unire i fotografi in uno spirito di amicizia e cooperazione.